# Semera
Semera (in amarico: ሰመራ) è una città dell'Etiopia nordorientale, situata nella regione degli Afar.